# Irchel
Der Irchel ist ein Höhenzug im Kanton Zürich in der Schweiz mit Gipfeln bis 694 m ü. M. Er liegt zwischen Töss und Thur am Rhein.

## Geographie
Die Gestalt des nach Westen, Norden und Osten in steilen Hängen abfallenden Plateauberges lässt auf den ersten Blick eine Formation des Tafeljuras, ähnlich dem Randen vermuten. Tatsächlich ist der Irchel aber nicht Teil des Juragebirges, sondern mit seiner auf einem Molassesockel aufliegenden Deckenschotterplatte der Molassezone des schweizerischen Mittellandes zuzuordnen.
Die wichtigsten Gipfel des Höhenzuges sind:
- Hochwacht (Signal) 668,4 m
- Hörnli 666 m
- Hebelstein (Grosser Hebelstein) 659 m
- Schartenflue 667 m|
- Forenirchel 674 m
- Buechemer-Irchel 694 m

Anteil am Irchel haben die Gemeinden Berg am Irchel, Buch am Irchel, Freienstein-Teufen, Neftenbach und Dättlikon.
Berg am Irchel ist die Gemeinde im Zürcher Weinland mit dem grössten Höhenunterschied auf Gemeindegebiet. Der Höhenunterschied beträgt ca. 350 m (von ca. 330 m am Rhein bis ca. 680 m auf dem Irchel).
Die Aussicht über das Flaachtal bis nach Deutschland, beispielsweise vom Irchelturm (oberhalb von Buch am Irchel) oder von der Rütelbuck machen den Höhenzug zu einem Erholungsgebiet für Wanderer, Biker und Naturfreunde. An den Hängen liegt ein historisches Weinanbaugebiet, das zum Zürcher Weinland gehört.

## Geschichte
In der Römerzeit war der Irchel Bestandteil des rheinischen Limes. Im 17. und 18. Jahrhundert war der Irchel Teil des Hochwachten-Alarmsystems des Kantons Zürich. Das Alarmsystem der Hochwachten war sehr schnell, im Kanton Zürich konnten beispielsweise in 15 Minuten alle 23 Hochwachten das Signal weitergeben. Die bekanntesten Zürcher Hochwachten standen auf der Lägern, dem Irchel und dem Uetliberg.